# Phymatellidae
Phymatellidae is een familie van sponsdieren uit de klasse van de Demospongiae (gewone sponzen). 

## Geslachten
- Neoaulaxinia Pisera & Lévi, 2002
- Neosiphonia Sollas, 1888
- Reidispongia Lévi & Lévi, 1988